# The Big Tall Wish
The Big Tall Wish este episodul 27 al serialului american Zona crepusculară. Având o partitură originală de Jerry Goldsmith, a fost difuzat pe 8 aprilie 1960 pe CBS. Acesta a fost unul dintre puținele episoade ale serialului cu actori de culoare în roluri principale, o raritate pentru televiziunea americană a epocii.

## Intriga
Bolie Jackson (Ivan Dixon⁠(d)) este un pugilist care își fracturează degetele cu câteva momente înainte să intre în ring. În timpul meciului, acesta este doborât de adversarul său, dar când începe numărătoarea inversă, acesta este în mod magic transferat în locul celuilalt boxer. Bolie este acum învingătorul.
Bolie își sărbătorește victoria, deși nu poate înțelege ce s-a întâmplat. Își amintește că a fost doborât, nu știe cum a reușit să-și revină și nu înțelege de ce degetele sale sunt sănătoase. Bolie îi explică managerului său că a fost doborât de adversar, însă acesta susține că se înșală.
Totuși, există o altă persoană care știe că Bolie a fost învins. Henry Temple, fiul vecinei sale, știe că a pierdut meciul și are o explicație pentru cele întâmplate. Tânărul îi spune acestuia că și-a rugat ca Bolie să fie învingătorul, iar dorința sa a fost împlinită
Bolie nu poate accepta acest lucru. Henry îl avertizează că singurul mod în care dorința se poate materializa este să crezi în ea. Dacă Bolie nu va crede, dorința nu va deveni realitate. Acesta îi spune băiatului că viața pur și simplu nu funcționează astfel, că și-a pus dorințe pe parcursul întregii sale vieți și numai cicatricile au devenit reale. Henry îl imploră să creadă, dar pugilistul insistă că nu poate. În următorul moment, Bolie se trezește înapoi în ring, la pământ. De această dată, arbitrul, termină numărătoarea inversă și pierde meciul.
Niciunul nu-și amintește de rezultatul alternativ. Henry îi spune că și-a dorit mult ca acesta să câștige meciul, dar evident că nu a funcționat. Acesta susține că nu-și va mai pune alte dorințe. „Nu există magie, nu-i așa?” îl întreabă acesta pe Bolie. „Bănuiesc că nu” îi răspunde acesta cu tristețe. „Sau poate... poate există magie. Poate există și dorințe. Presupun că problema este... că nu există suficienți oameni care să le creadă...”.